# Forteresse d'Utti
La forteresse d'Utti (en finnois : Utin linnoitus) est une forteresse située dans le quartier d'Utti à Kouvola en Finlande,.

## Contexte historique
Utti est cédé à la Russie en 1743 par le Traité d'Åbo.
Durant la guerre russo-suédoise de 1788-1790, en juin 1789, les troupes suédoises franchissent la frontière en direction de Lappeenranta.
À la suite de la guerre, les Russes décident de construire un fort pour protéger la frontière et ses routes d'accès et pour empêcher d'éventuelles attaques sur Hamina et plus loin vers Saint-Pétersbourg.
La forteresse fait partie du système de fortification du sud-est de la Finlande.
La direction des musées de Finlande a classé la forteresse d'Utti parmi les sites culturels construits d'intérêt national en Finlande.

## Architecture
La forteresse d'Utti est composée de six bastions et d'un ravelin.
le fort d'Utti abritait une douzaine de bâtiments. 
La forteresse sera abandonnée dès la signature du traité de Fredrikshamn de 1809 et le rattachement complet de la Finlande à la Russie.
La forteresse a été restaurée par la direction des musées de Finlande dans les années 1980 et 1990 et constitue désormais une attraction touristique.

## Accès
La forteresse est située en bordure de la route nationale 6.